# Office de la sécurité économique des chasseurs cris
 (décembre 2013).
L’Office de la sécurité économique des chasseurs cris est un organisme autonome bipartite cogéré par le gouvernement du Québec et par le Gouvernement de la nation Crie ayant pour principal objectif de favoriser le maintien et la survie du mode de vie traditionnel cri, basé sur l'exploitation de la faune, en assurant une garantie de revenu aux chasseurs et piégeurs cris résidents au Québec.
Il tire son origine de la Convention de la Baie-James et du Nord québécois, signée le 11 novembre 1975, et a été officiellement mis sur pied en novembre 1976. Il dispose d'un budget annuel proche des 25 millions de dollars canadiens. Ses programmes sont disponibles pour environ 17 000 membres bénéficiaires des avantages prévus par la Convention de la Baie-James et représentent un peu moins de 320 000 jours payés. Ils couvrent les activités de chasse, la pêche et le piégeage, ainsi que les activités périphériques comme la fabrication ou la réparation de matériel, la préparation et l’aménagement des terrains, le traitement, le transport et la commercialisation des produits, la fabrication d’objets artisanaux, la gestion de la faune, les déplacements, etc.
Originellement appelé la Régie de la sécurité du revenu des chasseurs, pêcheurs et trappeurs cris, l'organisme bipartite est renommé « office » en 1979. Son siège social est à Québec.

## L'organisme
L’Office de la sécurité économique des chasseurs cris a été créé grâce à la « Loi sur l'Office de la sécurité du revenu des chasseurs et piégeurs cris » (L.R.Q., chapitre O-2.1). La convention de la Baie-James est une convention signée pour donner le droit au Québec de développer les ressources forestières, minérales et hydroélectrique. En échange, le gouvernement donne à la communauté crie un droit exclusif à la chasse, la pêche et le piégeage sur tout le territoire.
L’Office est un organisme autonome composé de six membres dont trois membres sont nommés par le gouvernement du Québec et les trois autres par l’Administration régionale crie. En 2011-2012 le programme compte dix-sept employés à son service. Parmi eux, douze personnes desservent les communautés cries et les cinq autres s’occupent de la gestion du programme en question au siège social à Québec. L’Office regroupe dix communautés, soit Chisasibi, Eastmain, Mistissini, Nemaska, Oujé-Bougoumou, Waskaganish, Waswanipi, Wemindji, Whapmagoostui et Washaw-Sibi.

## Buts
La mission de l’office est de coordonner le programme de sécurité économique pour les chasseurs et piégeurs cris, de favoriser le maintien et la survie d’un mode de vie traditionnel en assurant un revenu aux chasseurs et aux piégeurs cris tout en prévoyant des mesures d’incitation. L’office cherche à assurer que ces activités sont toujours possibles malgré les changements de l’environnement social, économique et faunique de ceux qui pratiquent la chasse et le piégeage. Le programme s'adresse aux Cris qui vivent au Québec et qui pratiquent les activités d'exploitation de la faune comme mode de vie. Ces activités incluent la chasse, le piégeage, la pêche ainsi que les activités qui sont propres à la préparation de ces activités comme l’entretien de leurs outils, la préparation du terrain de chasse ainsi que le transport,.

## L'organisme aujourd’hui
Les membres de l’organisme ont des rencontres périodiquement pour évaluer et suivre les activités du programme, par exemple en 2011-2012, ils ont fait quatre rencontres. Ces rencontres ont été créées pour voir de quelle façon ils pourraient améliorer le programme. Par exemple, en 1988, ils ont introduit la Convention complémentaire no 8 créant les comités qui se situent dans les communautés et le versement de prestations de maternité. Ensuite, en 2002, ils ont fait une nouvelle révision qui a mené à la signature de la Convention complémentaire no 15 qui va venir instaurer d’importants changements au programme. À la fin de l’année 2011-2012, l’organisme démontre que les dépenses de l’organisme ont haussés jusqu’à 23 559 509 $CA. Dans ce montant, environ 93 % ont été déboursés pour les prestations et le reste de la somme, soit 1 682 999 $CA à couvert les dépenses qui ont été utilisés pour le fonctionnement du programme dont le siège social et les dix bureaux locaux qui se situe dans les communautés cries. Un fonds d’assurance financier égale par les sommes déposées du programme et le gouvernement du Québec a été mis en place pour compenser les aides financières, s’il devient impossible pour l’un des membres de continuer à pratiquer des activités d’exploitation en raison de maladie ou de désastre.

## Admissibilité au programme
Pour que quelqu’un soit admissible au programme, le chef de la communauté doit être inscrit sur la liste du comité local du programme. Cette liste sert à identifier les gens qui, selon la coutume de leur communauté, font ces activités d’exploitation et font des activités accessoires comme mode de vie tel que ceux qui font partie des traditions d’exploitation et les règles de la communauté. Chaque communauté crie doit créer un comité local qui doit produire une liste dans laquelle on retrouve la liste de tous les piégeurs et les chasseurs de la communauté. Le programme exige que si une communauté veut se rajouter au programme, le chef de la communauté doit consacrer un minimum de 120 jours par année à pratiquer des activités traditionnelles en forêt et qui en passe plus de temps que dans son emploi rémunéré. Ceci doit aussi être respecté durant l’année précédant la demande d’inscription. Cette année est considérée comme une année de qualification pendant laquelle aucune somme d’argent n’est versée par le programme. Il existe deux exceptions pour s’inscrire au programme. Premièrement, un individu de 25 ans ou moins qui vient de finir son secondaire 5 l’année précédente peut s’inscrire immédiatement. Deuxièmement, si quelqu’un veut être absent au programme pour, soit pour un emploi, ou l’éducation de façon temporaire, il le peut. Après son absence temporaire, il peut se réinscrire au programme immédiatement. De ce fait, on pousse les jeunes à compléter leurs formations secondaires et encourage les piégeurs qui désirent obtenir une formation supplémentaire ou vivre une expérience de travail différente.

### Médiagraphie
- Guy Mercier et Gilles Ritchot, 1997, « La Baie James. Les dessous d’une rencontre que la bureaucratie n’avait pas prévue. », Cahiers de géographie du Québec, vol. 41, n° 113, , p. 137-169
- Office de la sécurité du revenu des chasseurs et piégeurs cris, 2011-2012, Rapport annuel 2011-12
- Office de la sécurité du revenu des chasseurs et piégeurs cris, 2010-2011, Rapport annuel 2010-11
- Office de la sécurité du revenu des chasseurs et piégeurs cris, 2009-2010,Rapport annuel 2009-10